# 그리스의 로마 가톨릭 교구 목록
그리스의 로마 가톨릭 교구는 2개 관구에 2개 관구장좌 대교구와 4개 일반교구  그리고 독립교구로  2개 일반 대주교구와 1개 대목구 2개 동방예법 교회구로 구성된다

## 교구

### 코르푸,자킨토스와케팔로니아 관구(Province of Corfu, Zakynthos and Cefalonia)
- 코르푸,자킨토스와케팔로니아 관구장좌 대교구( Archdiocese of Corfu, Zante and Cefalonia)

### 낙소스,안드로스,티노스와미코노스 관구( Province of Naxos, Andros, Tinos and Mykonos)
- 낙소스,안드로스,티노스와미코노스 관구장좌 대교구
( Archdiocese of Naxos, Andros, Tinos and Mykonos )
  - 치로스 교구(Diocese of Chios)
  - 크레테 교구( Diocese of Crete)
  - 산토리니 교구( Diocese of Santorini)
  - 시로스와밀로스 교구( Diocese of Syros and Milos)

### 독립교구
- 아테네 대교구( Archdiocese of Athens)
- 로데스 대교구( Archdiocese of Rhodes)
- 테살로니키 대목구( Apostolic Vicariate of Thessaloniki)
- 그리스전례 그리스대목구(Greek Apostolic Exarchate of Greece)
- 멜키드전례 그리스대리구(Armenian Ordinariate of  Greece)